# Cryphia antemedioalba
Cryphia antemedioalba là một loài bướm đêm trong họ Noctuidae.